# Scaphytopius flavens
Scaphytopius flavens är en insektsart som beskrevs av Delong 1943. Scaphytopius flavens ingår i släktet Scaphytopius och familjen dvärgstritar. Inga underarter finns listade i Catalogue of Life.